# 東成瀨村
東成瀨村（日语：／ Higashinaruse mura */?）是位於日本秋田縣東南端的村，隸屬於雄勝郡。轄區東部的奧羽山脈位於栗駒國定公園的範圍內，當地人口則集中在成瀨川的沿岸地區。因東成瀨村內的主要道路與北邊的橫手市相連，因此當地在經濟活動上較依賴橫手市。

## 地理
東成瀨村境內約93%的面積被山林覆蓋，其中約57%的山林為國有林地。轄區隔著奧羽山脈的栗駒山等山岳與湯澤市和岩手縣一關市等行政區相鄰，而坐落於村內的奧羽山脈山岳則位於栗駒國定公園的範圍內。村內僅最北邊面向橫手市的地區為地勢較平緩的平地。而當地的20個聚落則分布在成瀨川沿岸海拔165公尺至430公尺的台地上。
由於東成瀨村在1987年及2004年受到成瀨川引發的洪水侵襲，加上當地農業與生活用水出現不足的問題，因此秋田縣政府在1983年實施調查計畫，並於1991年由建設省（現國土交通省）著手在村內興建成瀨水壩。該水壩原定於2026年完工，但受到勞動力成本上升等因素影響而推遲至2027年完工。而成瀨水壩完工後將會是日本國內最大的梯形膠凝砂礫石壩。

### 氣候
東瀨成村的氣候較寒冷且多雪，降雪期與積雪期自12月持續至隔年4月，因此全村皆被指定為特別豪雪地帶。當地的年均溫約為10℃，年降雨量則落在1500至2500毫米。

## 歷史
據信東成瀨村在寶龜年間（約780年）便有人沿著成瀨川遷徙並定居於此。而關於當地最古老的文獻紀錄可追溯至鎌倉時代的文保元年（1317年），當時陸奧國栗原郡金成村的菅原家始祖來到此地，並且建立手倉川原村。戰國時代，當地由小野寺氏統治。江戶時代的元和元年（1615年），東成瀨地區因江戶幕府實施一國一城令而改由佐竹氏統領，並於寬文3年（1663年）編入雄勝郡。明治22年（1889年）4月1日，日本實施町村制，並將田子内村、岩井川村與椿川村合併成現今的東成瀨村。而當地在平成大合併時選擇維持獨立。
昭和45年（1970年）10月16日的秋田縣東南部地震（東成瀨地震）在當地引發震度5的地震，並造成19戶房屋全毀、48戶房屋全毀與216戶房屋部分損毀。根據統計，當地的受損總額約1億7000萬日圓，為秋田縣內受災最嚴重的行政區。2011年3月11日的日本東北地方太平洋近海地震則在東成瀨村引發震度4的地震，並造成當地斷水與停電長達8天。

## 行政
現任村長備前博和於2022年5月在選舉中當選，其任期將持續至2026年5月。

## 經濟
根據日本2020年的國勢調查統計，東成瀨村的就業人口中約9.5%從事第一級產業，47.6%的就業人口從事第二級產業，其餘的42.9%則從事第三級產業。東成瀨村的核心產業為以種植稻米為主的第一級產業，並且也生產毛豆、蘆筍、番茄等農產品。但近年來因人口外流與高齡化等因素影響，使當地的農業與畜牧業從個人經營轉向以農業法人為主的大規模經營。

## 教育
東成瀨村內共有1所小學校與1所中學校，分別為東成瀨村立東成瀨小學校與東成瀨村立東成瀨中學校。

## 交通
東成瀨村內沒有鐵路經過。當地的重要交通幹道為由南往西延伸的國道342號與東西走向的國道397號。而距離東成瀨村最近的鐵路車站為JR東日本奧羽本線的十字文站。

## 外部連結
- 東成瀨村 （页面存档备份，存于）